# Serafí Bassa Rocas
Serafí Bassa Rocas   (Llofriu, 1892 - Caldes de Montbui, 1922) fou un dibuixant, pintor i escultor palafrugellenc, fill d'Irene Rocas Romaguera i germà de Maria Gràcia Bassa i de Florenci Bassa. Era un dels nou fills del matrimoni entre Irene Rocas Romaguera i Joan Bassa.

## Biografia
Nasqué el 1892 a Llofriu, dins del terme municipal de Palafrugell. A la casa dels Bassa de Llofriu encara es conserven alguns dels dibuixos que Serafí (i altres membres de la família) feien a les parets. El 1907 la família es traslladà a Olot, perquè en Serafí havia iniciat la seva formació acadèmica al taller de Berga i Boix. L'experiència no fou del tot reeixida i es traslladaren a Barcelona, on continuaria la seva formació, assistint a les classes de Josep Llimona. Va vetllar per a la recuperació del patrimoni natural català i va ser un dels impulsors de la recuperació del Montseny. Col·laborava amb la seva mare en l'elaboració de les fitxes lingüístiques per a mossèn Alcover. Treballà per a la Unió Catalanista, en el Comitè de Premsa de la Unió Catalanista on s'editaven els periòdics La Nació i Renaixement. Es casà amb Carme Bach però just cinc mesos després moria a Caldes de Montbui, on s'havia traslladat per rebre tractament als seus balnearis de la seva malaltia pulmonar.
Com la seva mare i els seus germans Maria Gràcia i Florenci, Serafí Bassa va ser simpatitzant de l'esperanto com a llengua auxiliar internacional.